# Vier-Nationen-Turnier 2009
Das Vier-Nationen-Turnier 2009 für Frauenfußballnationalmannschaften fand vom 10. bis zum 14. Januar 2009 in Guangzhou (China) statt.

## Ergebnisse und Tabelle
| Pl. | Land       | Sp. | S | U | N | Tore    | Diff. | Punkte |
| --- | ---------- | --- | - | - | - | ------- | ----- | ------ |
| 1.  | China      | 3   | 3 | 0 | 0 | 008:000 | +8    | 09     |
| 2.  | Südkorea   | 3   | 2 | 0 | 1 | 008:400 | +4    | 06     |
| 3.  | Finnland   | 3   | 1 | 0 | 2 | 002:500 | −3    | 03     |
| 4.  | Neuseeland | 3   | 0 | 0 | 3 | 003:120 | −9    | 0      |

|                 |   |            |     |
| 10. Januar 2009 |   |            |     |
| Südkorea        | – | Finnland   | 4:0 |
| China           | – | Neuseeland | 6:0 |
| 12. Januar 2009 |   |            |     |
| China           | – | Finnland   | 1:0 |
| Südkorea        | – | Neuseeland | 4:3 |
| 14. Januar 2008 |   |            |     |
| China           | – | Südkorea   | 1:0 |
| Neuseeland      | – | Finnland   | 0:2 |

## Torschützinnen
1. Bi Yan (CHN), Lee Eun-mi (KOR) – je 3 Tore
2. Han Duan, Xu Yuan (CHN), Ko Tae-kwa, Park Hee-young (KOR), Hannah Wall (NZL) – je 2 Tore
3. Yuan Fan (CHN), Susanna Lehtinen, Leena Puranen (FIN), Jeon Ga-eul (KOR), Amber Hearn (NZL) – je 1 Tor